# 土门子乡
土门子乡是中国河北省秦皇岛市青龙满族自治县下辖的一个乡。

## 行政区划
土门子乡下辖土门子村、河东村、水泉村、丰果村、景杖子村、朱石岭村、黄土坡村、青山口村、东蒿村、西蒿村、小岭沟村、杨安堡村、勃杖子村、明塘子村、新庄子村、炮手堡子村、映壁山村、架子山村。